# Premio de Novela Ciudad de Torrevieja
Premio de Novela Ciudad de Torrevieja ist ein spanischer Literaturpreis.
Dieser Preis wurde 2001 von der Stadtverwaltung von Torrevieja (Provinz Alicante) ins Leben gerufen, um die Region regional wie auch international „literarisch“ bewerben zu können. Von Anfang an dabei war der Verlag Plaza & Janés.
Die Preisverleihung fand erstmals 2001 statt. Anlässlich dieses Festakts wurde eine Verleihung alle zwei Jahre festgelegt. Bereits 2003 nahm man dieses Vorhaben zugunsten einer jährlichen Verleihung zurück. In der Regel wird dieser Preis im September jeden Jahres verliehen; die Jury besteht aus dem Geschäftsführer von Plaza & Janés, der jeweils amtierende erste Bürgermeister von Torrevieja und einer Gruppe von Autoren und Literaturkritikern, welche jeweils für eine Preisvergabe bestimmt werden.
Verliehen wird der Preis an Autoren/Autorinnen der spanischsprachigen Welt; neben Spanien, finden sich vor allem Argentinien, Chile, Kolumbien und Mexiko. Er gilt als einer der höchstdotierten Literaturpreise der Welt. Für das Marketing und die Werbung für die Romane der Preisträger konnte die Kaufhauskette El Corte Inglés gewonnen werden.

## Preisträger
- 2001 – Javier Reverte für den Roman La noche detenida.
- 2002 – keine Vergabe
- 2003 – Juan José Armas Marcelo für den Roman Casi todas lasmujeres.
- 2004 – Zoé Valdés für den Roman La eternidad del instante.
- 2005 – César Vidal für den Roman Los hijos de la luz.
- 2006 – Jorge Bucay für den Roman El candidato.
- 2007 – José Carlos Somoza für den Roman La Llave de Abismo und Juan Cobos Wilkins für den Roman El mar invisible.
- 2008 – Juan Gómez-Jurado für den Roman El emblema del traidor und Alejandro Palomas: El secreto de los Hoffman.
- 2009 – Àlex Rovira, Francesc Miralles für den Roman La última respuesta und Andrés Pascual für den Roman El guardián de la flor de loto.
- 2010 – Gustavo Martín Garzo für den Roman Tan cerca del aire.
- 2011 – Jordi Sierra i Fabra für den Roman Sombras en el tiempo.